# Бастард, Сигар
Си́гар Ри́чард Ба́стард (англ. Segar Richard Bastard; 25 января 1854 — 20 марта 1921) — английский футболист, крикетист и футбольный судья.

## Футбольная карьера
В качестве футболиста с 1873 по 1887 год играл за лондонский клуб «Аптон Парк». Помог команде выиграть два первых розыгрыша Большого кубка Лондона (в 1883 и 1884 году). Также выступал за клубы «Троянс» и «Лейтон». В качестве гостя выступал за клуб «Коринтиан».
Помимо игры в футбол Бастард работал футбольным судьёй. В частности, он был судьёй финала Кубка Англии 1878 года, в котором «Уондерерс» встретился с «Ройал Энджинирс». Также он был судьёй в первой в истории встрече между футбольными сборными Англии и Уэльса 18 января 1879 года. В качестве футбольного судьи был «уважаемым болельщиками, игроками и другими судьями». После судейства финала Кубка Англии 1878 года его называли «рыцарем свистка».
13 марта 1880 года Бастард дебютировал на международном уровне в качестве игрока сборной Англии, сыграв в матче против сборной Шотландии, в котором англичане проиграли со счётом 4:5. Это был единственный матч Бастарда за сборную Англии.
С 1877 по 1883 год Сигар Бастард также был членом комитета Футбольной ассоциации.

## Крикетная карьера
Бастард также был известным крикетистом, выступая за крикетный клуб графства Эссекс. Также играл за крикетный клуб «Марилебон».

## В популярной культуре
В английской футбольной культуре существует миф, что именно в связи с Сигаром Бастардом возникла популярная кричалка болельщиков «Who's the bastard in the black?» (в переводе: «Кто этот бастард в чёрном?»; используется игра слов: фамилия «Бастард», термин бастард и одноимённое ругательство). Эту кричалку часто скандируют английские болельщики в адрес футбольных судей. Однако маловероятно, что кричалка возникла в связи с Сигаром Бастардом: цвет судейской формы во времена судейства Бастарда достоверно не известен, и в целом агрессивные кричалки в адрес судей не использовались до начала 1960-х годов, намного позже смерти Сигара.

## Личная жизнь
Отец Сигара был торговцем хмелем. Семья Бастардов до 1870 года управляла магазинами льняных тканей и хмеля. Затем была создана юридическая фирма Segar Bastard & Company, где Бастард работал в качестве солиситора. Также Сигар Бастард входил в правление нескольких горнодобывающих компаний, включая Escurial Copper Mines Limited, Tarkwa Main Reef Limited, Black Eagle Gold Mining Company Limited и Wassan Extended Gold Mines Limited.
Бастард также любил конные скачки и стал одним из первых футболистов, владеющих скаковой лошадью.
Умер в возрасте 67 лет от инфаркта на железнодорожной станции Эпсома (Суррей).